# Gabriel Marques
Gabriel Marques de Andrade Pinto, noto semplicemente come Gabriel Marques (Pedro Leopoldo, 4 marzo 1988), è un ex calciatore brasiliano con cittadinanza ecuadoriana, di ruolo centrocampista.

## Palmarès

### Club

#### Competizioni nazionali
- Campionato uruguaiano: 1

Nacional: 2010-2011
- Campionato ecuadoriano: 2

Barcelona SC: 2016, 2020